# Aiki Miyahara
Aiki Miyahara (japanisch 宮原 愛輝 Miyahara Aiki; * 10. April 2002 in Yamae, Präfektur Kumamoto) ist ein japanischer Fußballspieler.

## Karriere
Aiki Miyahara erlernte das Fußballspielen in der Schulmannschaft der Kumamoto Ozu High School. Seinen ersten Profivertrag unterschrieb er am 1. Februar 2021 bei Roasso Kumamoto. Der Verein aus der Präfektur Kumamoto spielte in der dritten japanischen Liga, der J3 League. Sein Drittligadebüt gab Aiki Miyahara am 4. April 2021 (4. Spieltag) im Heimspiel gegen Tegevajaro Miyazaki. Hier wurde er in der 71. Minute für Hayato Asakawa eingewechselt. 2021 feierte er mit Kumamoto die Meisterschaft der dritten Liga und den Aufstieg in die zweite Liga.

## Erfolge
Roasso Kumamoto
- J3 League: 2021  ▲